# نصر الدين عجيسة
نصر الدين عجيسة لاعب كرة قدم جزائري، لعب مع نادي وفاق سطيف . كما لعب مع اتحاد سطيف. نعم إنه نجم كرة القدم الجزائرية المايسترو السابق لوفاق سطيف نصير عجيسة ،هذا اللاعب الأسطورة ، كان يلعب كوسط ميدان ، لاعب خط الوسط هجومي ، تقمص رقم 10، اكتشفه المدرّب عبد الحميد كرمالي، وذلك خلال سنة 1981 حيث لعب أول مباراة له في صفوف الوفاق بتاريخ 18 سبتمبر 1981 أمام اتحاد دوالا الكاميروني وأدى مشوارا كرويا كبيرا توج فيه بالعديد من الكؤوس والألقاب أهمها كأس الجمهورية سنة 1990 وقبلها كأس افريقيا للأندية البطلة سنة 1988 ثم الكأس الآفرو أسياوية سنة 1989.